# Italia-Germania 4-3 (film)
Italia-Germania 4-3 è un film italiano del 1990 diretto da Andrea Barzini. Il titolo è ispirato alla semifinale di calcio dei Mondiali di calcio di Messico 1970.

## Trama
Federico, Antonio e Francesco, già compagni di liceo e di militanza politica, fanno una rimpatriata per guardare assieme, vent'anni dopo, la semifinale del Campionato mondiale di calcio 1970 la partita Italia-Germania Ovest 4-3, nuovamente trasmessa dalla Rai in quanto partita storica. Sede della rimpatriata è la grande villa fuori città di proprietà di Giulia Treves, dove la donna vive con il marito Francesco e il loro figlio di circa 10 anni.
Vi convergono separatamente il rampante Federico, pubblicitario di successo e autore, tra l'altro, del famoso slogan "Milano da bere", e Antonio, insegnante in una modesta scuola media di periferia. Dopo una partitella nel parco della villa, i tre tornano in casa per preparare la stessa cena consumata nel 1970 in occasione della semifinale dei campionati del mondo in Messico. Gli aneddoti ricordati insieme non bastano a nascondere l'atmosfera di tensione che si percepisce e che è dovuta anche al fatto che Giulia, nonostante le richieste del marito ha deciso di non partecipare alla serata. La situazione precipita quando lei viene notata da Federico.
In questo clima, che ormai ha ben poco a che vedere con un'allegra serata tra vecchi amici, si inserisce lo sfogo di Federico per una vita sempre di corsa e priva di affetti importanti, ma soprattutto il rancore che Antonio prova nei suoi confronti. Durante gli anni Settanta, infatti, la polizia aveva rinvenuto nella cantina di quest'ultimo delle bottiglie Molotov che, a sua insaputa, vi erano state nascoste dall'amico. Oltre ad un periodo in prigione, l'episodio avrebbe significato per Antonio anche la rinuncia ai suoi sogni: questi, che voleva diventare magistrato democratico e scrivere un libro, si è ritrovato a fare l'insegnante di scuola media.
La lontananza, fisica e morale, dagli anni della giovinezza è simboleggiata dai discorsi che ora hanno come tema i rimedi contro la colite nervosa, consiglia Francesco, e dalla perdita d'interesse per la partita. Riconquistato un minimo di serenità, gli amici decidono comunque di restare ancora insieme, ma improvvisamente rientrano in villa Giulia, il suo nuovo fidanzato e tutti i soci d'affari della Disney che stanno concludendo con lei un contratto. Tutto sommato quest'inattesa confusione distoglie Federico, Antonio e Francesco dai loro pensieri più cupi e così pensano di proseguire la serata uscendo, destinazione il bar vicino al liceo che i tre erano soliti frequentare.

## Accoglienza
Le recensioni al film sono state perlopiù positive. Il Morandini afferma che il film "sfiora, ma schiva, i rischi del piangersi addosso e l'idealizzazione compiaciuta del passato", mentre loda le qualità degli attori.

## Curiosità
Nel film è presente anche l'attore Giuseppe Battiston, citato erroneamente nei titoli di coda come Giuseppe Battistoni, errore riportato anche nel Dizionario del cinema italiano - I Film dal 1990 al 2000 (Volume VI, parte prima, Gremese Editore).

## Riconoscimenti
- 1991 - David di Donatello
  - Candidatura come migliore attrice protagonista a Nancy Brilli
- 1991 - Premio Flaiano
  - Premio all'interprete femminile a Nancy Brilli
  - Premio all'interprete maschile a Fabrizio Bentivoglio